# Dziury
Dziury (Jaskinia nad Polaną Sosnówką) – jaskinia w Pieninach, w ich części zwanej Pieninkami. Ma trzy otwory wejściowe znajdujące się na północnych stokach Sokolicy, przy zielonym szlaku turystycznym z Krościenka na Przełęcz Sosnów, na wysokości 595 m n.p.m. Długość jaskini wynosi 94 metry, a jej deniwelacja 16 metrów.
Nazwa jaskini pochodzi od terenu na którym się znajduje – Dziury. Jest to porośnięty lasem osuwiskowy teren zawalony gruzem skalnym, pełen rowów i pęknięć skalnych.
Jaskinia znajduje się na obszarze Pienińskiego Parku Narodowego i jej zwiedzanie jest niedozwolone.

## Opis jaskini
Jaskinia jest pochodzenia osuwiskowego. Otwór wlotowy w postaci głębokiej i rozwartej szczeliny znajduje się ok. 20 m od szlaku. Prowadzi od niego w północnym kierunku 7-metrowej długości wysoki i wąski korytarz wyprowadzający na powierzchnię innym otworem. Po lewej stronie od wejścia znajduje się główny korytarz o długości ok. 30 m. Korytarz ten kilkakrotnie zmienia kierunek, potem przechodzi w pęknięcie, które znów rozszerza się i kończy otworem wylotowym.

## Przyroda
Korytarze są całkowicie ciemne, a ich dno zawalone jest wapiennymi skałami. W jaskini można spotkać nacieki grzybkowe i mleko wapienne. Ściany są wilgotne, brak jest na nich roślinności.

## Historia odkryć
Jaskinia znana była już dawno, w 1953 r. zinwentaryzował ją Kazimierz Kowalski, a szczegółowe badania przeprowadziła Sekcja Taternictwa Jaskiniowego Klubu Wysokogórskiego w Krakowie w 1954 r. Podczas tych badań w połowie lipca napotkano jeszcze w jaskini na bryły lodu.